# Cirrhilabrus ryukyuensis
Cirrhilabrus ryukyuensis is een  straalvinnige vissensoort uit de familie van de lipvissen (Labridae). De wetenschappelijke naam van de soort werd in 1904 gepubliceerd door Ishikawa.
De soort komt voor in het westen van de Grote Oceaan, van Indonesië, Maleisië en de Filipijnen tot in Japan.